# 圧迫系プレイ
圧迫系プレイ（あっぱくけいプレイ）は、SMでマゾヒストの肉体を厳しく圧迫するプレイ。

## 概要
圧迫系プレイとは、一般的なセックスや「SM」などの一環として行われるプレイである。性的興奮を高めるためにパートナーの身体を圧迫し呼吸を支配する行為が圧迫系プレイである。
通常のセックスではお互いの肉体を用いて行なう。顔面騎乗と呼ばれる前戯（もしくは後戯）が知名度が高い。
SMプレイにおいてはサディストがパートナーのマゾヒストを責める方法として、マゾヒストの肉体を圧迫することを概して圧迫系プレイという。前述の顔面騎乗はもちろん、ラバー製の衣服や拘束衣を用いるなどして、相手の肉体を責め上げ、呼吸を困難にさせる高度なテクニックを要するプレイである。
- 肉体を用いた圧迫系プレイ
  - 顔面騎乗（フェイスシッティングとも言う）。ただし目的は性器への愛撫ではなく、マゾヒストの顔面を圧迫し呼吸を奪うこと。そのため数十秒おきに腰を浮かせ、呼吸の余地を持たせておくことが必要。
  - 騎乗（シッティング）。マゾヒストの肉体に座ることを指す。体格差にもよるが、胸に全体重をのせて座ればかなりの苦痛を伴う。仰向け、うつぶせどちらでもかまわない。仰向けに座る場合は、広げさせたマゾヒストの腕をサディストの足で踏むようにすればなお効果的である。四つんばいにさせて背に座るのは呼吸を苦しくさせないため、別物と認知される。
  - 踏みつけ。寝かせたマゾヒストの上に立つことを指す。バランスをとるのが難しいため裸足で行なうほうがよい。充分に訓練されたマゾヒストであれば複数の人間を立たせる事も可能。
- 器具を用いた圧迫系プレイ
  - 全頭マスクを用いたプレイ。顔にぴったりフィットするラバーマスクで覆われると、呼吸が苦しくなる。同時にラバー臭で満たされるために息苦しさと暑苦しさは相当なもの。呼吸用の穴や隙間が確保されたものを用いること。
  - 猿轡を用いたプレイ。口の中にインフレート・ギャグ、もしくはパンプ・ギャグと呼ばれるラバー風船を仕込んだ猿轡をかませ、ポンプで膨らませる。口内を内側から圧迫され鼻でしか呼吸できなくなるとともに顔が膨らみ苦痛と羞恥を伴う。鼻が詰まっているときには避ける。
  - 拘束具を用いた圧迫プレイ。縄や革ベルトで胸を中心に拘束する。また幅広の革ベルト（ストラップ）で腹部をきつく拘束させてから、激しい運動を強要すると拘束により呼吸がしづらい状態となる。ベルトが汗によって濡れたり、金具が引き伸ばされていると即座に外すことが難しいので手元に切断可能な道具を用意してから行なうと緊急事態に対応しやすい。
  - 拘束衣を用いた圧迫プレイ。拘束衣で締め上げるだけでなく、コルセットを着用させることも充分な責めとなる。コルセットをつければ呼吸や食事も難しくなり血圧も上がるため失神しやすくなるとも言われる。コルセット以外では全身用のラバー（もしくはPVC）スーツを着用させる（併用も可）。ラバー、もしくはビニールの圧迫で全身が締め上げられるとともに汗が内部にたまり、首もしくは顔の開口部から蒸れた臭いがたちのぼり心理的にも効果的な責めとなる。熱中症には注意が必要である。また、同じラバースーツでも2枚重ねになったものを用いて間に空気を入れることで、外側はパンパンに膨らんだ異様な姿、内側は空気により圧迫されるというタイプのスーツもある。
  - バキュームプレイ。ヨーロッパ・アメリカでマニアが存在するプレイで、ベッドほどのサイズの木枠の間に2枚のビニールシートを挟み、その間にマゾヒストを入れる。掃除機で間の空気を抜くと、はさまれたマゾヒストは全身を強力な2枚のシートに挟まれ、奇妙なオブジェと化す（もちろん呼吸用のパイプをくわえさせる）。一歩間違えば死亡につながる危険なプレイ。
  - 人間ベッド。ベッドのマットレスを人型にくりぬき、そこに拘束したマゾヒストを入れそのままベッドとして用いる。上で他のパートナーと性行為を行なうのも一興である。

## 注意点
圧迫系プレイは呼吸という、数分で生死を左右する重要な生存の要件を支配することが重要である。マゾヒストは肉体的な拘束とともに不自由な呼吸によって、被虐的な悦びを得るために、常にサディスト側が注意を払わないと危険きわまりない行為である。現在では市販の携帯酸素ボンベが発売されているため、そういった準備を忘れずに何かあったら人工呼吸を施すと同時に救急車を呼ぶことが重要。そこまでの覚悟が無ければこうしたプレイは個人では難しい。